# Digital Domain
Digital Domain ist ein US-amerikanisches Unternehmen, welches Spezialeffekte für Filme, Werbespots und Musikvideos herstellt. Sitz der Firma ist Venice, Kalifornien.
Digital Domain wurde 1993 von Scott Ross, James Cameron und Stan Winston gegründet und lieferte die Spezialeffekte für Filme wie Apollo 13, True Lies, Interview mit einem Vampir und Color of Night. Digital Domains Effekte für Camerons Film Titanic und David Finchers Der seltsame Fall des Benjamin Button erhielten jeweils den Oscar für die besten visuellen Effekte. Daneben produzierte Digital Domain Werbespots für Nike, Adidas und Toyota und Musikvideos für die Rolling Stones, Nine Inch Nails und Linkin Park. Der Großteil der Spezialeffekte in Star Trek: Nemesis (2003), sowie einige Szenen in Transformers sind ebenfalls von Digital Domain produziert worden.
Im Jahr 2002 gründete Digital Domain ein Tochterunternehmen, das die Produktion und den Vertrieb der preisgekrönten Spezialeffekt-Software Nuke übernahm.